# Voulez-Vous (sång)
Voulez-Vous är en sång skriven av Benny Andersson och Björn Ulvaeus och är en av popgruppen Abba:s mer discoorienterade hitlåtar. Agnetha Fältskog och Anni-Frid Lyngstad står för sången. 

## Historik
Inspelningen av Voulez-Vous påbörjades in i Criteria Recording Studios i Miami, USA den 1 februari 1979, med musiker som vanligtvis inte ingick bland gruppens återkommande studiomusiker. De tidiga demoinspelningarna hade arbetstitlarna Song X och Amerika. Voulez-Vous är den enda av Abba:s inspelningar som gjordes utanför Sverige. Sångpålägg och mixning gjordes i Stockholm i mars.
Voulez-Vous släpptes som den tredje singelskivan från gruppens sjätte studioalbum Voulez-Vous 1979. I Storbritannien släpptes singeln som dubbel A-sida tillsammans med Angeleyes. 
1992 togs Voulez-Vous med på samlingsalbumet Abba Gold – Greatest Hits i en då förkortad version med längden 4:21 minuter. När samlingsalbumet återutgavs 1999 togs sången med i sin helhet, som 5:11 minuter lång.
En förlängd version av Voulez-Vous  på 6:07 minuter är den enda av Abba:s inspelningar som officiellt har släppts som remixad dansversion, då den släpptes på en 12" maxisingel i USA för promotion 1979. Denna längre version togs med på samlingen The Definitive Collection som gavs ut 2001. Den släpptes även officiellt i Storbritannien under "Record Store Day" 21 april 2012 på en 12" blå glittrig maxisingel i en begränsad och numrerad upplaga på 5000 exemplar (Polar Universal LC 00309), med If It Wasn't for the Nights som B-sida.

### Musiker
Samtliga musiker utom Landgren, Pálsson och Stengård inspelade i Miami, USA.
- Benny Andersson, keybords
- Paul Harris, piano
- Björn Ulvaeus, elgitarr
- Ish Ledesma, elgitarr
- George Terry, elgitarr
- Arnold Pasiero, elbas
- Joe Galdo, trummor
- Nils Landgren, trombon
- Halldor Pálsson, saxofon
- Johan Stengård, saxofon

## Listframgångar
Jämfört med gruppens singelskivor både före och efter var Voulez-Vous en mindre framgång. Den toppade listan i Belgien och nådde topp fem i Storbritannien, Irland och Nederländerna. Den nådde nionde plats i Frankrike, Schweiz, Spanien och Sydafrika, men misslyckades med att klättra upp på topp tio någon annanstans i världen.
Vid tiden för singelns lansering publicerades i Storbritannien även andra singellistor än BBC:s officiella Music Week. Tidningarna New Musical Express och Melody Maker hade exempelvis egna listor. Dessa listor skilde sig ofta åt, men sällan med mer än en placering eller två. Den dubbla A-sidan Angeleyes/Voulez-Vous väckte uppmärksamhet genom att den nådde tredje plats på Music Week/BBC-listan, men som bäst placerade sig på nionde plats på andra listor och oftast missade topp 10 helt på andra listor i Storbritannien. BBC Radio 1 bekräftade motsägelsen. Tredjeplatsrankingen på Music Week/BBC diskvalificerades dock aldrig.
En cover på Voulez-Vous toppade singellistan i Storbritannien 1992, då den var en av fyra Abba-låtar som spelats in av Erasure på deras EP Abba-esque.

## Listplaceringar
| Lista             | Placering |
| ----------------- | --------- |
| Australien        | 79        |
| Belgien           | 1         |
| Frankrike         | 9         |
| Republiken Irland | 3         |
| Nederländerna     | 4         |
| Schweiz           | 9         |
| Spanien           | 9         |
| Storbritannien    | 3         |
| Sydafrika         | 9         |
| USA               | 80        |
| Västtyskland      | 14        |